# Mai Verbij
Mai Verbij (Hoogmade, 23 april 1992) is een Japans-Nederlands radio-dj. Sinds januari 2023 is Verbij werkzaam bij NPO 3FM. Daarvoor was ze in diverse radioprogramma's van NPO Radio 1, NPO Radio 2 en NPO 3FM te zien.

## Biografie
Mai Verbij wordt geboren als oudste in een gezin met vier kinderen. Ze heeft een Nederlandse vader en een Japanse moeder. Verbij leert door haar moeder de Japanse cultuur, taal en tekens. Op 19-jarige leeftijd vertrok Verbij naar Japan voor de muziek. Na een jaar keerde zij terug naar Nederland.  
In 2017 doet Verbij mee aan de BNNVARA academy, een intern opleidingsinstituut van de omroep. Ze wordt toegelaten en krijgt diverse functies bij radioprogramma's op NPO Radio 1, NPO Radio 2 en NPO 3FM. Daarnaast is zij regelmatig te gast in radio- en televisie-uitzendingen om te vertellen over haar ervaringen in het land Japan. Verbij krijgt in 2020 een vaste aanstelling in het radioprogramma Gaan op NPO Radio 1, waarin ze Wouter Bouwman opvolgt. Daarnaast was Verbij wekelijks te horen in het radioprogramma Evenblij en Dijkstra ter plekke.
In de zomer van 2022 vormde Verbij samen met Mark van der Molen een invalduo op NPO 3FM. De samenwerking bevalt en vanaf 7 januari 2023 krijgt het duo een vast programma in het weekend onder de naam Mark en Mai. Daarmee stapte Verbij definitief over van NPO Radio 1 naar NPO 3FM. Sinds januari 2023 presenteert zij de belbus in het consumentenprogramma Kassa.
Verbij is in de zomer van 2022 ook als kandidaat te zien in het programma De Slimste Mens. Vanaf februari 2024 was het duo Mark en Mai ook op vrijdagmiddag te horen op NPO 3FM. Ze namen de plek over van Eddy Keur totdat er een nieuwe invulling kwam.

## Privé
De broer van Mai, Kai Verbij, is een professioneel langebaanschaatser.